# Lista de praias da Bahia
Esta lista de praias da Bahia relaciona trechos específicos do litoral do estado brasileiro da Bahia por município baiano em que são localizados. São 1 100 quilômetros de litoral baiano, sendo o maior do país. Para além da extensão, as águas das praias baianas são mornas em função da ação da corrente marítima do Golfo da Guiné, localizado no outro lado do oceano Atlântico. Em 2013, o jornalista Joe Robinson do canal de notícias estadunidense CNN selecionou as oito melhores praias do Brasil, dentre as quais três estão na Bahia: a praia de Caraíva, em Porto Seguro, foi posicionada em terceiro lugar seguida imediatamente pelas praias de Taipus de Fora, em Maraú, e do Porto da Barra, em Salvador.

## Salvador
- Praia da Armação
- Praia da Penha
- Praia da Pituba
- Praia da Ribeira
- Praia de Aleluia
- Praia de Amaralina
- Praia de Boa Viagem
- Praia de Bugari
- Praia de Inema
- Praia de Itapuã
- Praia de Jaguaribe
- Praia de Jardim de Alah
- Praia de Ondina
- Praia de Patamares
- Praia de Piatã
- Praia de Placaford
- Praia de Stella Mares
- Praia de Villa Matos
- Praia do Corsário
- Praia do Farol da Barra
- Praia do Flamengo
- Praia do Jardim dos Namorados
- Praia do Mont Serrat
- Praia do Porto da Barra
- Praia do Rio Vermelho
- Praia dos Artistas
- Praia de Base Naval
- Praia de São Tomé de Paripe
- Praia da Preguiça[4][5]
- Praia da Gamboa[6]

### Ilha dos Frades
- Praia de Loreto
- Praia da Viração
- Praia de Paramana
- Praia da Ponta de Nossa Senhora
- Praia do Tobar
- Praia da Costa

## Alcobaça
- Praia da Barra do Itanhém ou Barra de Alcobaça
- Praia de Alcobaça
- Praia de Iansã
- Praia do Coqueiro
- Praia do Farol
- Praia do Zeloris

## Belmonte
- Praia da Barra
- Praia de Barra Nova
- Praia de Magiquiçaba
- Praia do Mangue Alto
- Praia do Mar Moreno
- Praia do Meio
- Praia do Norte
- Praia do Peso
- Praia do Rio Preto

## Cairu
- Primeira Praia
- Segunda Praia
- Terceira Praia
- Quarta Praia
- Praia da Gamboa
- Praia da Ponta da Pedra do Quadrado
- Praia da Ponta dos Castelhanos
- Praia de Bainema
- Praia de Guarapuá
- Praia de Moreré
- Praia de Pratigi
- Praia de Tassimirim
- Praia do Galeão
- Praia do Pontal
- Praia do Quadrado

## Camaçari
- Praia de Arembepe
- Praia de Barra do Jacuípe
- Praia de Genipabu
- Praia de Guarajuba
- Praia de Interlagos
- Praia de Itacimirim
- Praia de Jauá
- Praia do Japonês
- Praia de Busca Vida

## Camamu
- Praia da Ilha de Quiepe
- Praia da Ilha Grande

## Canavieiras
- Praia da Costa
- Praia de Atalaia
- Praia de Patipe
- Praia Norte ou Citicica

## Candeias

Praia do Caboto

- Praia do Caboto
- Praia do Engenho Freguesia

## Caravelas
- Praia da Barra de Caravelas
- Praia da Ponta da Baleia
- Praia de Barra Nova
- Praia de Barra Velha
- Praia de Grauçá
- Praia de Iemanjá
- Praia de Quitongo

## Conde
- Praia da Barra de Siribinha
- Praia da Barra do Itapicuru
- Praia da Barra do Itariri
- Praia de Barra Nova
- Praia de Poças
- Praia de Siribinha
- Praia do Sítio
- Praia dos Artistas

## Entre Rios
- Praia da Barra do Rio Sauípe
- Praia da Barra do Rio Subaúma
- Praia de Massarandupió
- Praia de Naturismo de Massarandupió
- Praia de Porto do Sauípe
- Praia de Subaúma

## Esplanada
- Praia da Barra do Rio Inhambupe
- Praia de Baixio

## Ilhéus
- Praia Avenida
- Praia Boca da Barra
- Praia Canabrava
- Praia da Concha ou do Pontal
- Praia das Águas de Olivença
- Praia de Back Door
- Praia de Barramares
- Praia de Batuba
- Praia de Cai N’Água ou Milagres
- Praia de Cururupe
- Praia de Ilhéus
- Praia de Mamoã
- Praia de São Miguel
- Praia do Acuipe
- Praia do Cristo
- Praia do Desejo
- Praia do Jairi
- Praia do Jóia
- Praia do Malhado
- Praia do Marciano ou Havaizinho
- Praia do Norte
- Praia do Olivença ou Manaka
- Praia do Rubão
- Praia do Sul
- Praia dos Coqueiros
- Praia dos Milionários
- Praia Mar e Sol
- Praia Ponta da Tulha
- Praia Ponta do Ramo
- Praia Sirihyba

## Itacaré
- Praia da Concha
- Praia do Resende
- Praia da Tiririca
- Praia do Costa
- Praia da Ribeira
- Praia do siriaco
- Prainha
- Praia de são José
- Praia do catende
- Praia do segredo
- Praia da Arruda
- Praia do Jeribucaçu
- Praia da Engenhoca
- Praia do Havaizinho
- Praia da camboinha
- Praia de Itacarezinho

## Itaparica
- Praia da Ponta de Areia
- Praia de Amoreiras
- Praia de Porto Santo
- Praia da Ponta do Mocambo
- Praia do Boulevard
- Praia do Forte

## Ituberá
- Praia da Boca da Lagoa
- Praia de Pratigi
- Praia da Barra de Serinhaém

## Jaguaripe
- Praia da Ponta do Garcês

## Jandaíra
- Praia da Bela Vista
- Praia de Costa Azul
- Praia de Ribeirinha
- Praia do Coqueiro
- Praia do Vaporzinho
- Praia dos Três Coqueiros

## Lauro de Freitas
- Praia de Buraquinho
- Praia de Ipitanga
- Praia de Vilas do Atlântico

## Madre de Deus
- Praia da Costa
- Praia da Ponta do Suape
- Praia de Cação

## Maragojipe
- Praia de Ponta do Souza
- Praia do Pina

## Maraú
- Praia Algodões
- Praia de Arandí
- Praia do Campinho
- Praia do Cassange
- Praia da Mangueira
- Praia de Piracanga
- Praia da Saquaíra
- Praia dos Três Coqueiros

## Mata de São João
- Praia de Diogo
- Praia de Imbassaí
- Praia de Santo Antônio
- Praia do Forte

## Mucuri
- Praia da Barra
- Praia da Cacimba do Padre
- Praia da Costa Dourada
- Praia da Jacuriba
- Praia da Vila
- Praia de Malvinas
- Praia de Mucuri
- Praia do Pôr-do-Sol
- Praia do Riacho Doce
- Praia do Sossego
- Praia dos Coqueiros
- Praia dos lençóis

## Nova Viçosa
- Costa do Atlântico
- Ilha Cassuba
- Lugar Comum
- Pau Fincado
- Pontal da Barra
- Sabacuí

## Porto Seguro
- Praia D’Ajuda
- Praia da Barra Velha
- Praia da Pedra Grande
- Praia da Ponta de Itaquena
- Praia da Ponta de Mutá
- Praia da Ponta Grande
- Praia de Apaga fogo
- Praia de Caraíva
- Praia de Curuípe
- Praia de Itapororoca
- Praia de Jacumã
- Praia de Juacena ou Satu
- Praia de Mundaí
- Praia de Mutá
- Praia de Setiquara
- Praia de Taperapuan
- Praia do Cruzeiro
- Praia do Espelho
- Praia do Outeiro
- Praia do Rio da Barra
- Praia do Rio dos Mangues ou Barramares
- Praia do rio Verde
- Praia dos Coqueirais
- Praia dos Nativos

## Prado
- Praia da Areia Preta
- Praia da Barra do Jucuruçu
- Praia da Barra do rio Cahy
- Praia da Lagoa Grande
- Praia da Lagoa Pequena
- Praia da Paixão
- Praia da Ponta do Moreira
- Praia da Viçosa
- Praia das Ostras
- Praia de Cumuruxatiba
- Praia de Guaratiba
- Praia de Imbassuaba
- Praia de Pichani
- Praia de Tauá
- Praia do Calambrião
- Praia do Farol
- Praia do Moreira
- Praia do Rio do Peixe Grande
- Praia do Segredo
- Praia do Tororão
- Praia Dos Irmãos
- Praia Japará grande
- Praia Japará Mirim
- Praia Novo Prado

## Salinas da Margarida
- Praia de Barra do Paraguaçu
- Praia de Ponta da Telha
- Praia de Ponta do Dourado
- Praia de Cairu
- Praia de Conceição
- Praia de Encarnação
- Praia de Pedra Mole
- Praia de Tubarão
- Praia do Amor

## Santa Cruz Cabrália
- Praia da Coroa Vermelha
- Praia da Ponta de Santo Antônio
- Praia das Bobocas ou dos Golfinhos
- Praia de Apuã
- Praia de Arakakaí
- Praia de Guaiú
- Praia de itacimirim ou das Tartarugas
- Praia de Jacumã
- Praia de Lençóis
- Praia de Mutari
- Praia de Santo André

## Santo Amaro
- Praia de Itapema
- Praia de Cabuçu

## São Francisco do Conde
- Praia da Ilha das Fontes

## Saubara
- Praia da Bica
- Praia do Porto
- Praia de Bom Jesus dos Pobres
- Praia de Cabuçu
- Praia de Monte Cristo
- Praia de Pedras Altas
- Praia de Saubara
- Praia do Sol

## Una
- Praia de Comandatuba
- Praia de Itapororoca ou Pedras
- Praia da Independência ou Ilha Morena
- Praia de Lençóis

## Valença
- Praia da Ponta do Curral
- Praia de Guaibim
- Praia de Guaibizinho
- Praia de Taquari

## Vera Cruz
- Praia da Barra do Gil
- Praia da Barra do Pote
- Praia da Penha
- Praia da Barra Grande
- Praia da Coroa
- Praia da Gameleira
- Praia de Aratuba
- Praia de Berlinque
- Praia de Cacha-Prego
- Praia de Conceição
- Praia de Jiribatuba
- Praia de Mar Grade
- Praia de Matarandiba
- Praia de Tairu